# Семичи (деревня)
Семичи — деревня в составе Краснокамского городского округа в Пермском крае России.

## История
До 2018 года входила в  Оверятское городское поселение Краснокамского района. После упразднения обоих муниципальных образований вошла в состав образованного муниципального образования Краснокамского городского округа.

## География
Деревня примыкает к восточной границе поселка Оверята.
Климат
умеренно — континентальный. Наиболее теплым месяцем является июль, средняя месячная температура которого 17,4 ÷18,2°С, а самым холодным январь со среднемесячной температурой — 15,3 ÷-14,7°С. Среднегодовая температура 0,8°С÷1,1° С. Продолжительность безморозного периода 110 дней. Снежный покров удерживается 170—180 дней.

## Население
Население деревни составило 209 человек в 2002 году, 240 человек в 2010 году.
Национальный состав
Согласно результатам переписи 2002 года, в национальной структуре населения русские составляли 96 %

## Транспорт
Автобусное сообщение через поселок Оверята. Железнодорожное сообщение через станцию Оверята.